# Sender Bolschakowo
Der Rundfunksender Nr. 5 Bolschakowo (russisch Радиоцентр №5 Большаково) befindet sich in der russischen Oblast Kaliningrad, zwischen den Ortschaften Bolschakowo (Groß Skaisgirren, 1938 bis 1946 Kreuzingen) und Dessantnoje.

## Beschreibung
Der Sender wurde ab 1975 in Betrieb genommen und bis Ende der 1970er-Jahre weiter ausgebaut.
Heute handelt es sich bei ihm um den leistungsfähigsten Rundfunksender für Mittelwellenrundfunk der Welt. Er strahlte auf der Frequenz 1386 kHz das Programm des Auslandsdienstes der Stimme Russlands ab, wechselte in den 1990er Jahren auf die neue Frequenz 1215 kHz und ist mit seiner Nominalleistung von 1200 kW einer der markantesten Rundfunksender im Mittelwellenbereich. Der Wechsel auf die neue Frequenz beruhte auf der rechtsgültigen Zuweisung der Frequenz 1386 kHz an Litauen und dem nicht erzielten Übereinkommen Russlands und Litauens zur Übernahme der alten Frequenz durch die Stimme Russlands.
Als Sendeantenne werden 16 mit Reusen ausgestattete selbststrahlende Sendemasten mit Reusenantennen, sogenannte ARRT-Antennen eingesetzt. Jeder dieser Sendemasten der Anlage ist 256 Meter hoch. Die Nominalfrequenz der Anlage ist 1215 kHz, es wird aber auch auf der Frequenz 1116 kHz gesendet.
Nebst den erwähnten Sendungen auf Mittelwelle werden auch diverse Programme im OIRT-Band und im CCIR-UKW-Band ausgestrahlt.